# Paul Karrer
Paul Karrer (Mosca, 21 aprile 1889 – Zurigo, 18 giugno 1971) è stato un chimico svizzero, fra i maggiori ricercatori nel campo delle vitamine.
Nel 1931 isolò la vitamina A (retinolo) e dimostrò che essa deriva dal carotene, il colorante vegetale giallo-arancio; individuò la formula di struttura della vitamina B2 (o riboflavina) e ne realizzò la sintesi; compì indagini sulla struttura chimica della vitamina E (o tocoferolo).
Per questi suoi studi ebbe il premio Nobel per la chimica nel 1937 insieme a Walter Norman Haworth.
Dal 1918 fu professore di chimica organica, poi direttore dell'istituto di chimica all'Università di Zurigo.
Scrisse un trattato di chimica organica che ebbe diffusione internazionale. Dal 1959 l'Università di Zurigo assegna una medaglia d'oro che porta il suo nome.